# Rupert Nevill
Rupert Charles Montecute Nevill (29 janvier 1923 - 19 juillet 1982) est membre de la famille aristocratique Nevill, il est trésorier puis secrétaire privé du prince Philip, duc d'Édimbourg, entre 1970 et 1982. Il épouse Anne Camilla Evelyn Wallop, fille de Gerard Wallop (9e comte de Portsmouth) et de Mary Lawrence Post, le 22 avril 1944.

## Jeunesse
Nevill est le fils cadet de Guy Larnach-Nevill (4e marquis d'Abergavenny) et d'Isabel Nellie Larnach. Son nom est légalement changé pour Rupert Charles Montacute Nevill. Il fait ses études au Collège d'Eton.
Lord Rupert et son épouse sont tous deux des amis d'enfance de la reine Élisabeth II. Lord et Lady Rupert ont toujours été appelés à la cour les « petits gens » en raison de leur stature.

## Carrière
Pendant la Seconde Guerre mondiale, il obtient le grade de capitaine au service des Life Guards et sert comme aide de camp du lieutenant-général Brian Horrocks pendant l'avance alliée en 1945, et continue comme aide de camp jusqu'en 1947.
Il est président de l'Association olympique britannique de 1966 à 1977 et président d'honneur de 1977 jusqu'à sa mort en 1982, succédant à ce poste à Anne, la princesse royale. Il est président de la British Show Jumping Association entre 1973 et 1976.
Il est président du YMCA national de 1966 (vice-président de 1963 à 1966), président de l'Union métropolitaine du YMCA à partir de 1956 et membre du Conseil mondial du YMCA à partir de 1956.
Il est membre du conseil du district rural d'Uckfield (1949–1967) et du conseil du comté de Sussex (1954–1967). Il est juge de paix de Sussex à partir de 1953, lieutenant adjoint de Sussex en 1960 et haut shérif de Sussex entre 1952 et 1953. Il est de nouveau lieutenant adjoint d'East Sussex en 1960, et membre du Sussex St John's Council à partir de 1952 (président en 1966).
Il est trésorier du prince Philip, duc d'Édimbourg de 1970 à 1982 et de son secrétaire privé de 1976 à 1982.
Il est l'un des parrains de David Armstrong-Jones, 2e comte de Snowdon.

## Vie privée

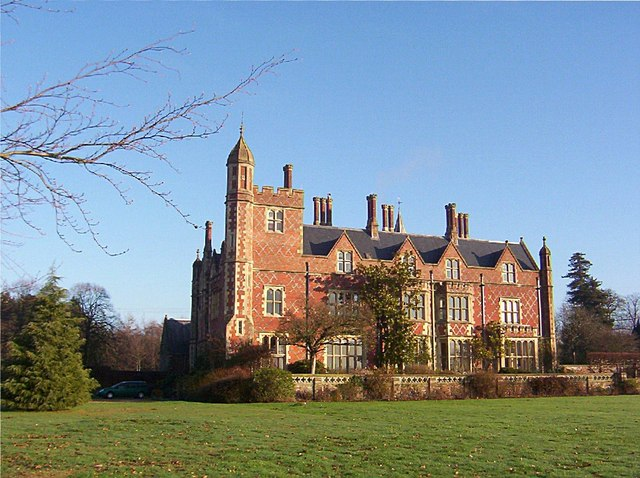
Horsted Place, où vivaient Lord et Lady Rupert Nevill

Il épouse Anne Camilla Evelyn («Micky») Wallop, fille de Gerard Wallop (9e comte de Portsmouth) et de Mary Lawrence Post, le 22 avril 1944. Ils ont quatre enfants et six petits-enfants:
- Guy Rupert Gerard Nevill (29 mars 1945 - 5 février 1993), filleul d'Élisabeth II[8] ; il épouse Beatrix Mary Lambton, fille d'Antony Lambton, 6e comte de Durham.
- Angela Isabel Mary Nevill (née le 2 janvier 1948), demoiselle d'honneur au mariage de la princesse Margaret et d'Antony Armstrong-Jones[9] ; épouse William Keating (décédé le 4 novembre 1998) le 12 mars 1994[10]
- Christopher Nevill (6e marquis d'Abergavenny) (en) (né le 23 avril 1955), épouse Venetia V. Maynard et a des jumeaux[11]
- Henrietta Emily Charlotte Nevill (née le 21 juin 1964), filleule du prince Philip, duc d'Édimbourg[12] épouse le lieutenant-colonel. Timothy Purbrick. Ils ont quatre enfants.

Lord Rupert Nevill est mort le 19 juillet 1982 à l'âge de 59 ans, son service commémoratif a lieu à St Margaret's Westminster et il est enterré à l'église Holy Trinity, Eridge.
Il est investi comme Chevalier de l'Ordre Très Vénérable de l'Hôpital de Saint-Jean de Jérusalem (K.St.J.) en 1972 et il est nommé Commandeur de l'Ordre Royal Victorien (CVO) en 1978.